# 尼科·普爾澤蒂
尼科·普爾澤蒂（義大利語：Nico Pulzetti；1984年2月13日—）是一位意大利足球運動員。在場上的位置是中場。他現在效力於意大利足球乙級聯賽球隊博洛尼亞足球俱樂部。